# Viola (botanica)
Viola L. è un genere di piante della famiglia Violaceae, diffuso nelle zone temperate, subtropicali e tropicali di tutti i continenti.

## Descrizione

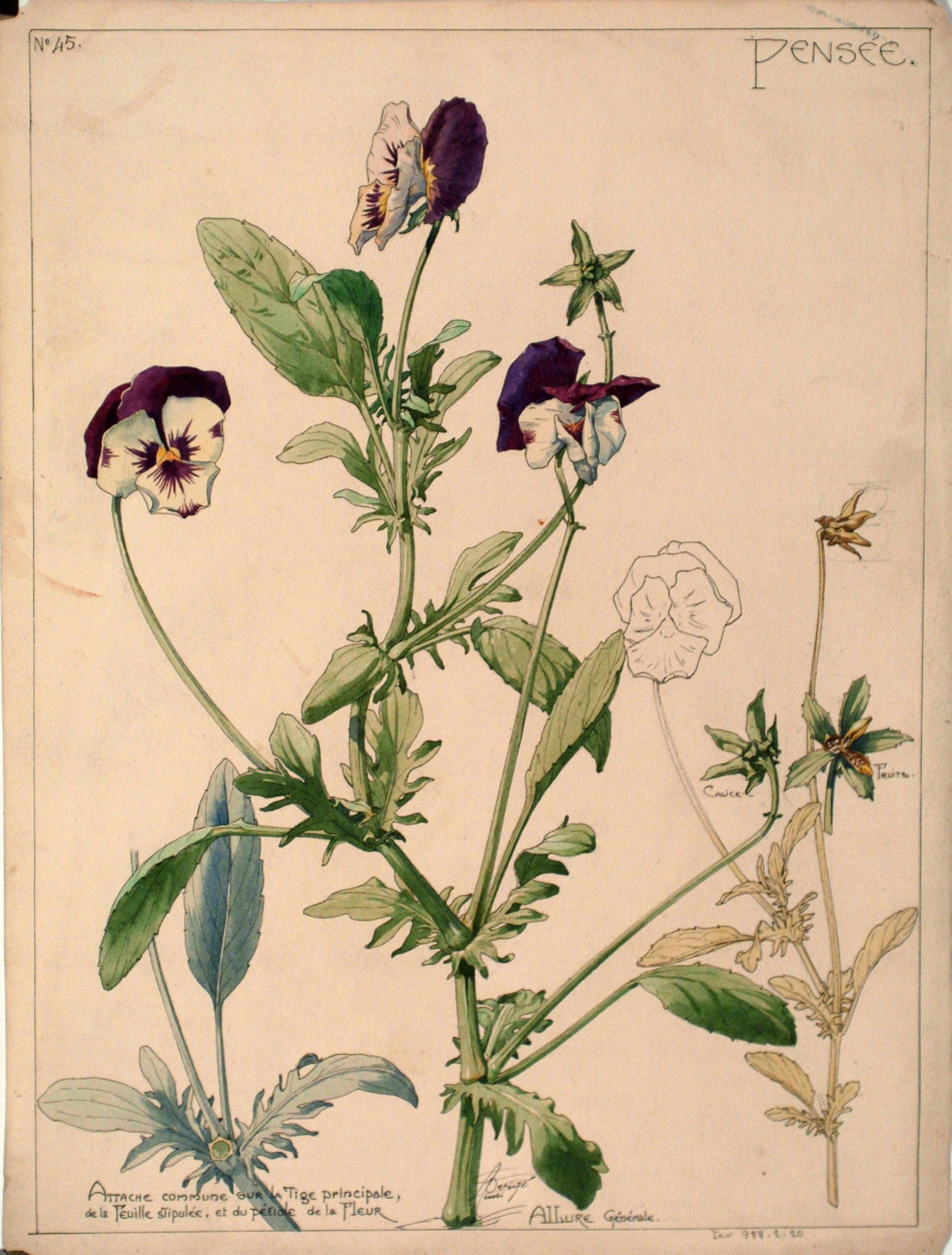
Illustrazione botanica di una viola (illustrata da Henri Bergé)

Comprende oltre 400 specie erbacee annuali o perenni e anche suffruticose, alte da 10 a 20 cm, con fioriture primaverili, in svariati colori e corolle dalla forma caratteristica; generalmente con l'inizio della stagione calda le piante interrompono la fioritura, stimolando la produzione dei semi e concludendo il ciclo vegetativo.

## Riproduzione
Le specie di Viola si riproducono sia sessualmente (con ricombinazione dei caratteri) che vegetativamente (senza ricombinazione). I fiori più grandi portati in alto vengono impollinati dagli insetti, mentre i fiori più piccoli, localizzati in basso, non si aprono mai (cleistogamia) e attuano l'autoimpollinazione. I semi, che in questo caso hanno corredo genetico simile a quello della pianta che li origina cadono e germinano vicino alla pianta madre. Inoltre possono essere presenti degli stoloni, modificazioni di fusti che attuano la moltiplicazione vegetativa e danno origine a nuove piante geneticamente identiche alla pianta madre.

## Tassonomia

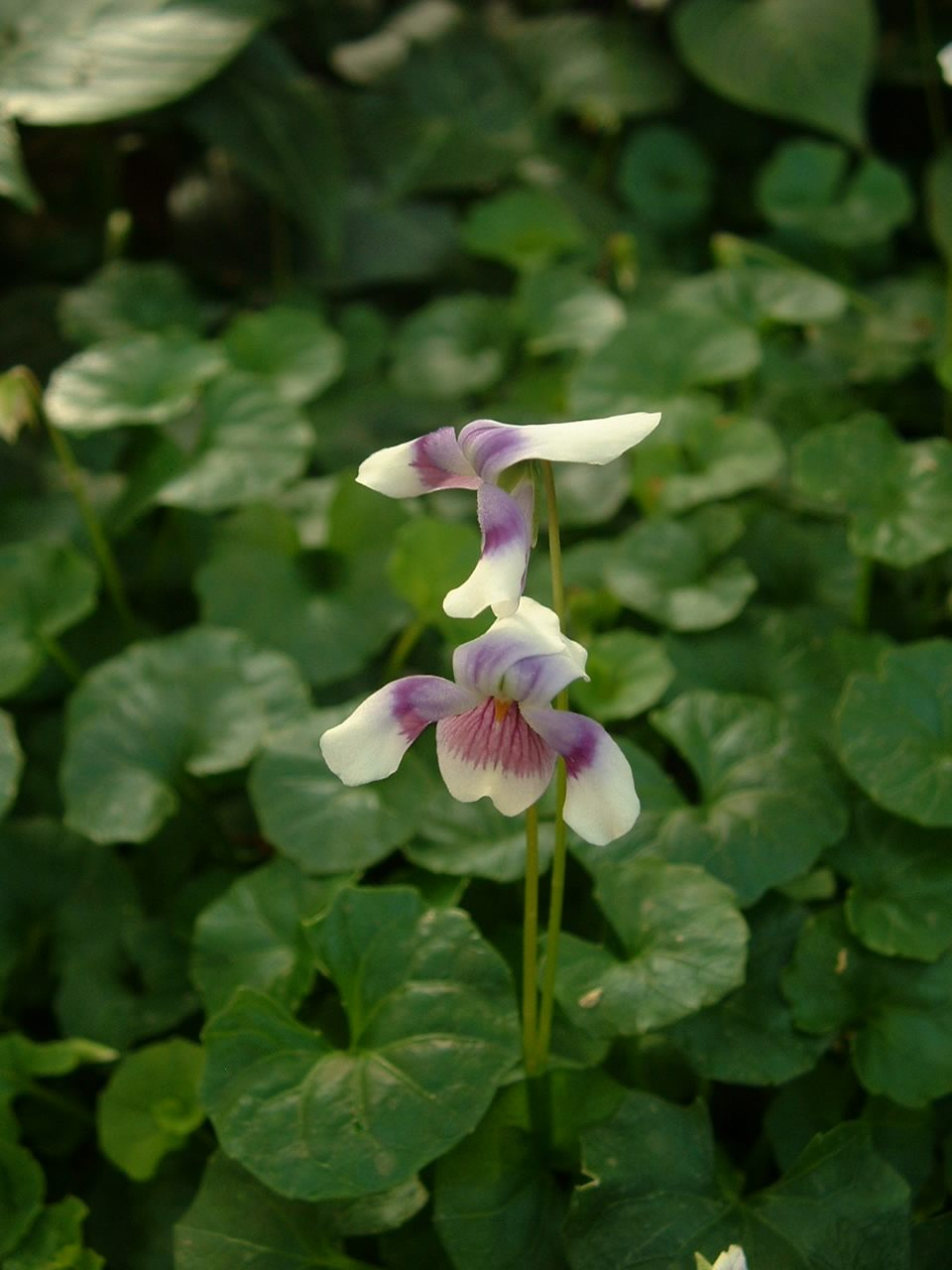
Viola hederacea.

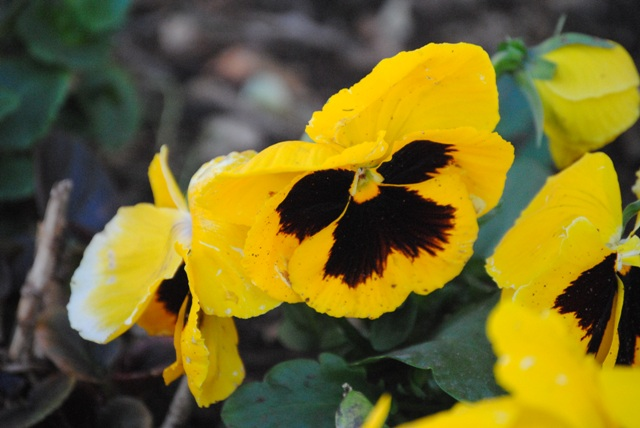
Viola tricolor comunemente conosciuta come Viola del pensiero, detta in Puglia "di san Giuseppe" per il colore simile al mantello del santo.

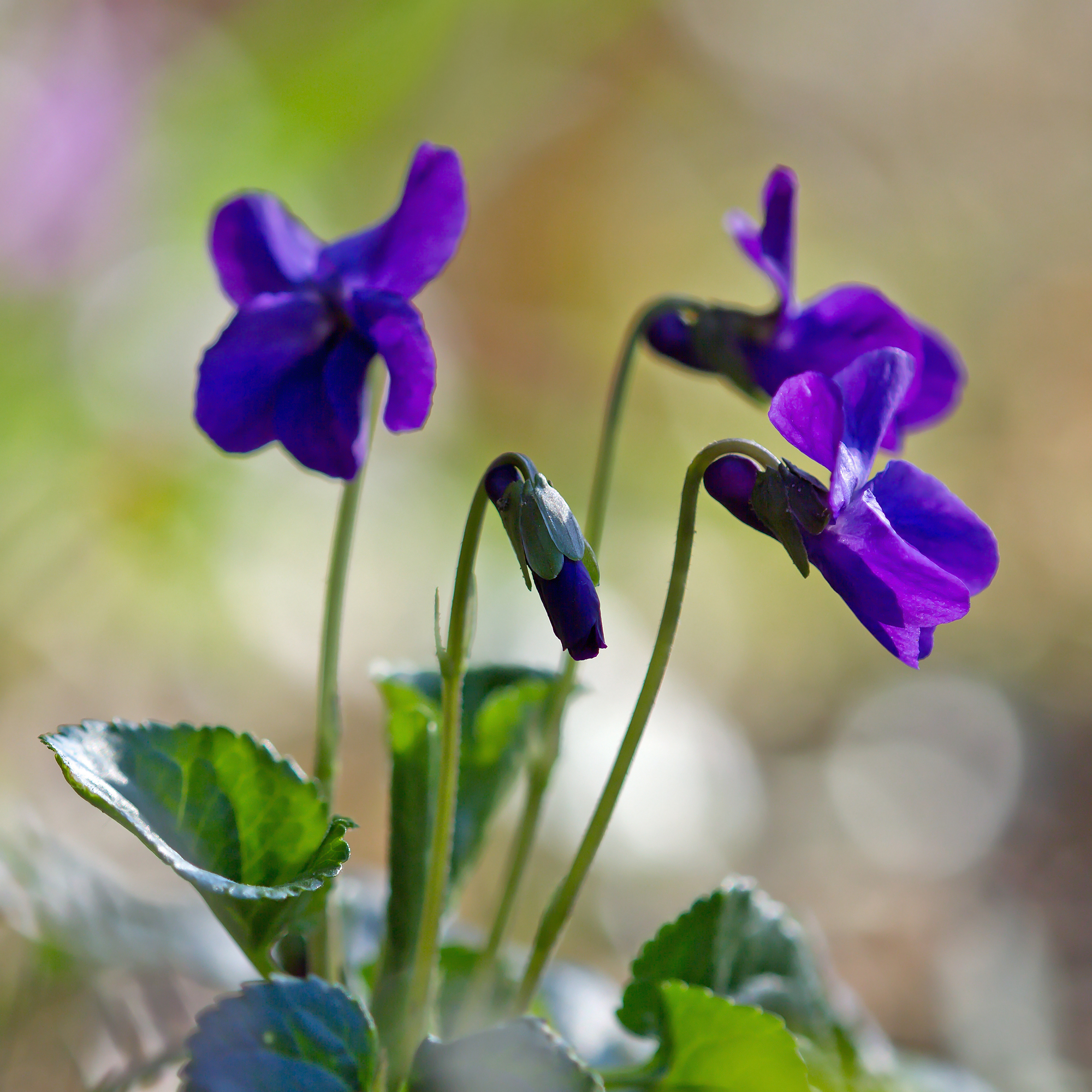
Viola odorata.

Tra le numerose specie comprese nel genere Viola vi sono le seguenti:
- Viola alba Bess.
- Viola bertolonii Pio - viola di Bertoloni
- Viola blanda Willd.
- Viola calcarata L.
- Viola cornuta L.
- Viola cucullata Ait.
- Viola etrusca Erben
- Viola hederacea Labill.
- Viola labradorica Schrank
- Viola nebrodensis C. Presl. - viola dei Nebrodi
- Viola odorata L. - viola mammola - specie tipo
- Viola palmata L.
- Viola pedata L.
- Viola pedunculata Torr. & A. Gray - viola dorata della California
- Viola sororia Schrank
- Viola tricolor L. - viola del pensiero
- Viola ucriana Erben & Raimondo - viola di Ucria
- Viola × wittrockiana L.

Tra le specie più note, coltivate come annuali, la Viola tricolor, pianta spontanea in Europa, nota col nome comune di Viola del pensiero, da cui sono derivati molti ibridi e varietà come la Viola hortensis pianta molto rustica, con fiori, in alcune cultivar, molto grandi e di vari colori.
Tra le specie perenni coltivate come biennali la Viola cornuta dai fiori di color violaceo.
Tra le perenni la Viola odorata conosciuta col nome volgare di Viola mammola, con fiori molto profumati, di colore viola intenso, con varietà a fiore grande. Infine, la Viola calcarata a fiori gialli o lilla.

## Coltivazione

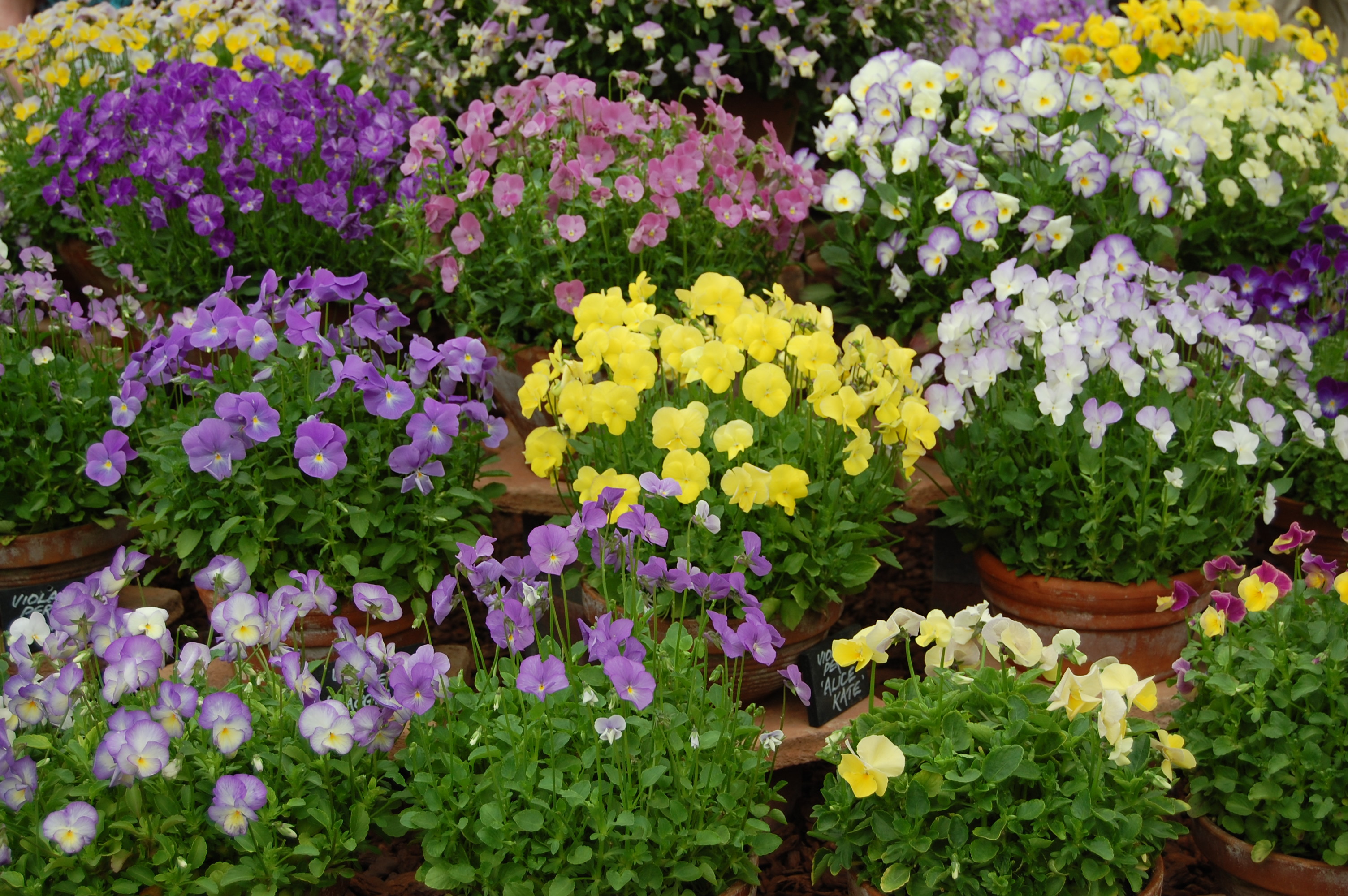

Crescono in pieno sole o in posizioni ombreggiate, in terreno soffice, ricco, di medio impasto, fresco e senza ristagni d'acqua, adattandosi comunque a qualunque tipo di suolo; nelle zone a clima mite le specie perenni possono fiorire per tutto l'inverno, mentre nei climi più gelidi vanno riparate sotto vetro.
Si moltiplicano con la semina a fine estate per avere la fioritura dalla fine dell'inverno successivo, o per divisione dei cespi alla fine della fioritura.
Generalmente si piantano entro la fine dell'autunno, ma nelle località più fredde è preferibile in primavera.

## Usi
Le viole vengono utilizzate:

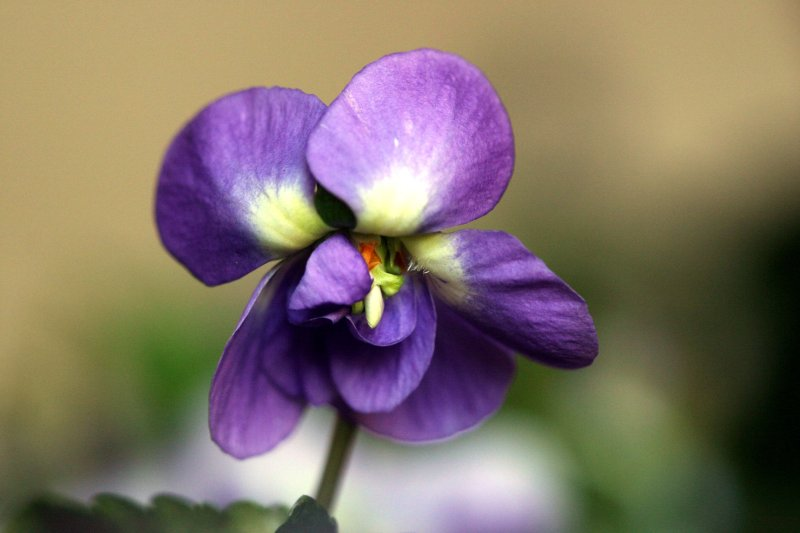
Viola di Tolosa

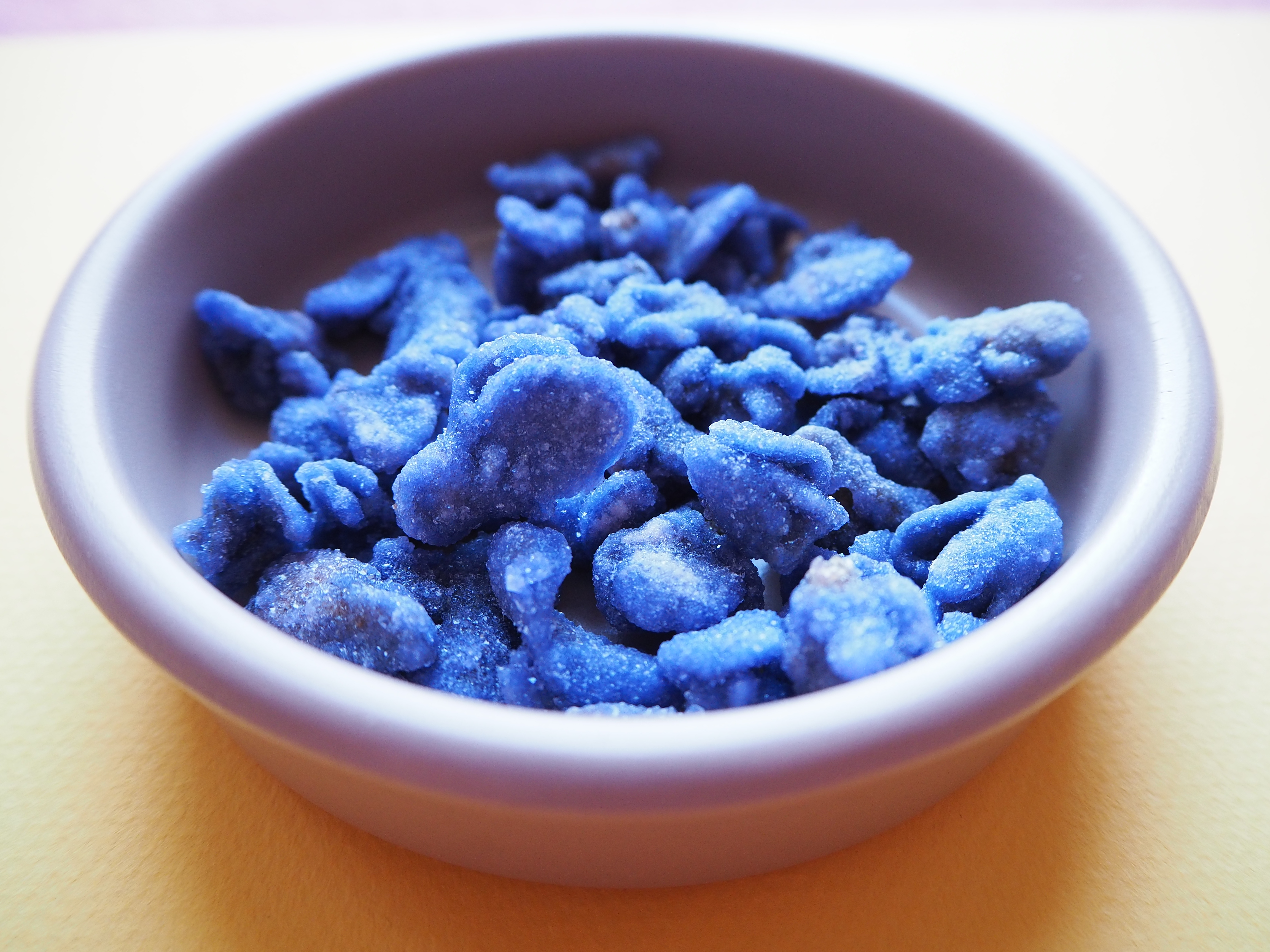
Violette di Tolosa candite

- come piante ornamentali nei giardini per aiuole, bordure, o per la coltura in vaso su terrazzi. Le specie con cultivar a fiore grande come la Viola cornuta vengono coltivate industrialmente per la produzione del fiore reciso;
- nell'industria confettiera per produrre fiori freschi cristallizzati nello zucchero. I bonbons à la violette sono una specialità della città di Tolosa in Francia;
- in profumeria per estrarne l'essenza.